# Proces Bergerona-Findeisena
Proces Bergerona-Findeisena – zjawisko występujące w chmurach złożonych z kropelek przechłodzonej wody i kryształków lodu powodujące rozrost kryształów lodu i parowanie kropelek wody.
W temperaturze niższej od temperatury punktu potrójnego dla wody (0,0075 °C), może ona występować w postaci gazu, ciała stałego (lodu) i wody przechłodzonej. W danej temperaturze równowaga termodynamiczna między parą a lodem (ciśnienie pary nasyconej) zachodzi przy niższym ciśnieniu niż równowaga między cieczą a gazem. Jeżeli w chmurze znajdują się kryształki lodu, to następuje rozrost kryształów lodu w wyniku resublimacji, aż ciśnienie parcjalne pary wodnej spadnie do ciśnienia równowagi lód-para. Przy tym ciśnieniu pary wodnej jest ona nienasycona nad kropelkami wody, co powoduje parowanie wody z kropelek. Proces ten w odpowiednich warunkach powoduje szybki wzrost kryształów lodu kosztem małych kropelek wody i jest w tych warunkach znacznie wydajniejszy niż wzrost kropelek wody w wyniku łączenia się kropelek wody oraz wzrost kryształków lodu w wyniku osiadania kropelek wody na kryształach.   
Gdy masa kryształku lodu wzrośnie około 10-krotnie, wypada z chmury i w zależności od tego, jakie warunki panują na zewnątrz, taki rodzaj opadu powstaje. Jeśli jest ciepło to pada deszcz, jeśli zimno – śnieg.